# Реневье, Эжен
Эжен Реневье (фр. Eugène Renevier; 26 марта 1831 — 4 мая 1906) — швейцарский геолог, палеонтолог, профессор, ректор университета Лозанны. Выделил готеривский ярус нижнего мела (1874), танетский ярус палеоцена (1873), геттанский ярус нижней юры (1864). Известен исследованиями по геологии и палеонтологии Альп, автор большого количества научных трудов. Один из авторов ярусного деления мела, которое практически в неизменном виде сохранилось до настоящего времени. В 1894 году президент Швейцарской геологической комиссии, а также Международного геологического конгресса в Цюрихе. С 1879 года — член Американского философского общества.

## Биография
Родился в Лозанне, в дворянской семье. Три года обучался в политехнической школе Штутгарта. В 1851 году начал обучение у швейцарского зоолога и палеонтолога Ф. Ж. Пикте, c 1854 года посещает лекции Эбера в Париже, занимается изучением ископаемых нуммулитов, обнаруженных в известняках Альп.
С 1859 по 1881 год он был адъюнкт-профессором геологии и минералогии, затем полным профессором геологии и палеонтологии академии Лозанны. В 1890 году академия получила статус университета, в 1898—1890 годах Реневье был ректором Лозаннского университета. С 1874 по 1906 годы был куратором кантонального геологического музея (1874—1906). Состоял в переписке с академиком Ф. Ю. Левинсон-Лессингом (1885—1895), был другом первого армянского палеонтолога Николая Ивановича Каракаша.
Участвовал в развитии в учении о формациях и фациях.